# دوره‌های آزاد دانشگاه ییل
دوره‌های آزاد دانشگاه ییل یک پروژه برای اشتراک گذاری کامل ویدیوها و محتوای دوره برای افراد در حال تحصیل است.
این برنامه دسترسی رایگان به دوره‌های مقدماتی را میسر می‌سازند و همه ویدیوها تحت اجازه‌نامه کرییتیو کامنز هستند.
برنامه دوره‌های آزاد دانشگاه ییل در دسامبر سال ۲۰۰۷ با ۷ دوره در حوزه‌های مختلف شروع به کار کرد. هم‌اکنون این برنامه دارای ۴۲ دوره در زمینه‌های مقدماتی مختلف است. این پروژه توسط بنیاد هیولت که همین دوره‌های را در دانشگاه‌های دیگر نیز حمایت کرده بود افتتاح شد. از سال ۲۰۱۴ دوره‌های ییل توسط پلتفرم یادگیری الیدمی ارائه می‌شوند.